# Telegatti 1990
La 7ª edizione del Gran Premio Internazionale dello Spettacolo si è tenuta a Milano, al Teatro Ventaglio Nazionale, l'8 maggio del 1990. Dopo sei anni consecutivi di conduzione del programma, Mike Bongiorno lascia il posto a Corrado, affiancato da Elisabetta Gardini.
Ospiti internazionali della serata sono stati Sylvester Stallone, Gregory Peck e Glenn Ford; Stallone in particolare ha divertito il pubblico sfidando a braccio di ferro Salvatore Cascio, allora bambino e reduce dal successo del film Nuovo Cinema Paradiso di Giuseppe Tornatore. A "sorpresa", il bambino vince.
L'incasso della serata è stato devoluto all'A.I.R.E.O..

## Vincitori
I premi sono assegnati alle trasmissioni andate in onda l'anno precedente alla cerimonia. Di seguito vengono elencate le varie categorie di premi, e i rispettivi vincitori dell'anno.

### Personaggio femminile dell'anno
- Donatella Raffai
- Simona Marchini
- Raffaella Carrà

### Personaggio maschile dell'anno
- Corrado
- Marco Columbro
- Luca Barbareschi

### Personaggio rivelazione dell'anno
- Luca Barbareschi e Sergio Castellitto

### Trasmissione dell'anno
- I promessi sposi, Rai 1

### Miglior film in TV
- E se poi se ne vanno?, Rai 1
- Un cane sciolto, Rai 1
- Pronto soccorso, Rai 1

### Miglior telefilm italiano
- Classe di ferro, Italia 1
- Il vigile urbano, Rai 1
- Aquile, Rai 2

### Miglior telefilm straniero
- L'ispettore Derrick, trasmesso su Rai 2
- Genitori in blue jeans, trasmesso su Italia 1
- Miami Vice, trasmesso su Rai 2

### Miglior sceneggiato
- Donna d'onore, Canale 5
- La bottega dell'orefice, trasmesso su Rai 1
- Disperatamente Giulia, Canale 5

### Miglior trasmissione di utilità sociale
- Chi l'ha visto?, Rai 3
- Check-up, Rai 1
- Diogene, Rai 2

### Miglior trasmissione di giochi TV
- Tra moglie e marito, Canale 5
- Giochi senza frontiere, Rai 1
- Ok, il prezzo è giusto!, Canale 5

### Miglior trasmissione di satira TV
- Striscia la notizia, Canale 5
- Biberon, Rai 1
- Emilio, Italia 1

### Miglior trasmissione di intrattenimento con ospiti
- Maurizio Costanzo Show, Canale 5
- C'eravamo tanto amati, Rete 4
- Piacere Raiuno, Rai 1

### Miglior quiz TV
- Telemike, Canale 5
- La ruota della fortuna, Canale 5
- Bis, Canale 5

### Miglior trasmissione di varietà
- Il caso Sanremo, Rai 1
- La Corrida, Canale 5
- Candid Camera Show Italia 1

### Miglior trasmissione di scienza e cultura
- Alla ricerca dell'arca, Rai 3
- Il mondo di Quark, Rai 1
- L'arca di Noè Canale 5

### Miglior trasmissione giornalistica
- Terre vicine, Rai 1
- Samarcanda, Rai 3
- Telefono giallo, Rai 3

### Miglior soap opera/telenovela
- Topazio, trasmesso su Rete 4
- Sentieri, trasmesso su Rete 4
- Quando si ama, trasmesso su Rai 2

### Miglior spettacolo musicale
- Una rotonda sul mare, Canale 5
- Superclassifica Show, Canale 5
- C'era una volta il festival, Canale 5

### Miglior trasmissione sportiva
- Calciomania, Italia 1
- 90º minuto, Rai 1
- La Domenica Sportiva, Rai 1

### Miglior trasmissione per ragazzi
- Big!, Rai 1
- Bim bum bam, Italia 1
- 32º Zecchino d'Oro, Rai 1

### Miglior spot
- Jeans Levi's
- Lingerie Cacharel
- Rasoi Bic

### Premi speciali
- A Sylvester Stallone, per il cinema in TV
- A Ed Asner per la trasmissione Lou Grant (Classici della TV)
- A Deejay Television di Italia 1, per l'intrattenimento musicale degli ultimi dieci anni
- Alla soap opera Febbre d'amore, trasmessa su Rete 4, dalla redazione di TV Sorrisi e Canzoni

### Lettore di TV Sorrisi e Canzoni
- Al signor Roberto Baldi

## Statistiche emittente/vittorie
- Rai 1   5 premi
- Rai 2   2 premi
- Rai 3    2 premio

Totale Rai: 9 Telegatti
- Canale 5   6 premi
- Italia 1      2 premi
- Rete 4     1 premi

Totale Fininvest: 9 Telegatti